# كيم جي هو
كيم جي هو (بالكورية: 김지호)‏ هي ممثلة كورية جنوبية. ولدت يوم 22 يوليو 1974 في سول في كوريا الجنوبية.

## روابط خارجية
- كيم جي هو على موقع IMDb (الإنجليزية)
- كيم جي هو على موقع قاعدة بيانات الفيلم (الإنجليزية)
- كيم جي هو على موقع كينوبويسك (الروسية)

لم يتم العثور على روابط لمواقع التواصل الاجتماعي.